# Banan wodny

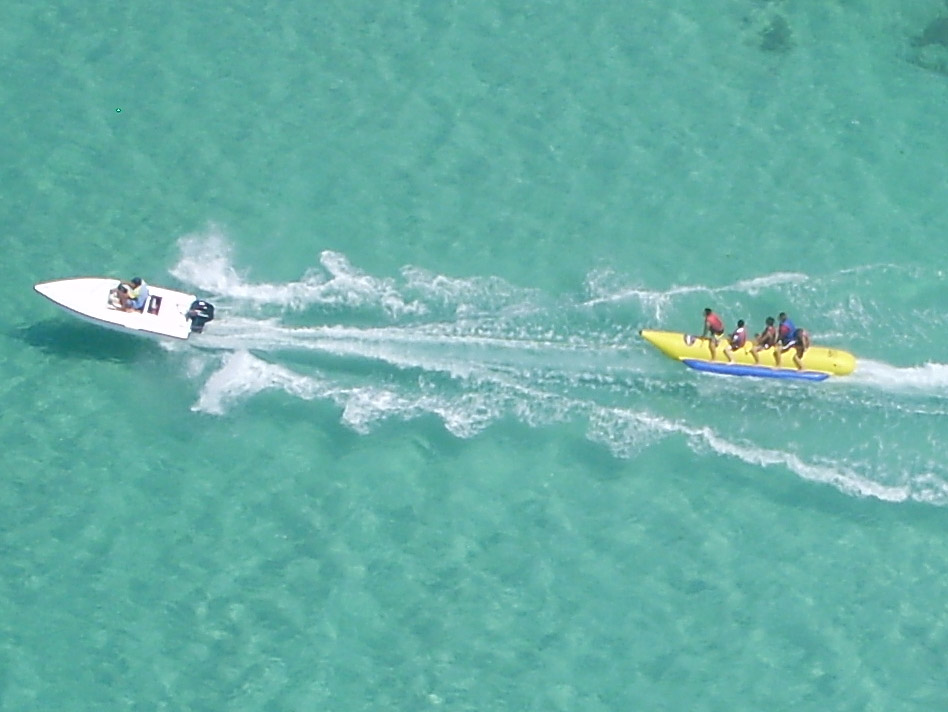
Banan wodny ciągnięty przez motorówkę

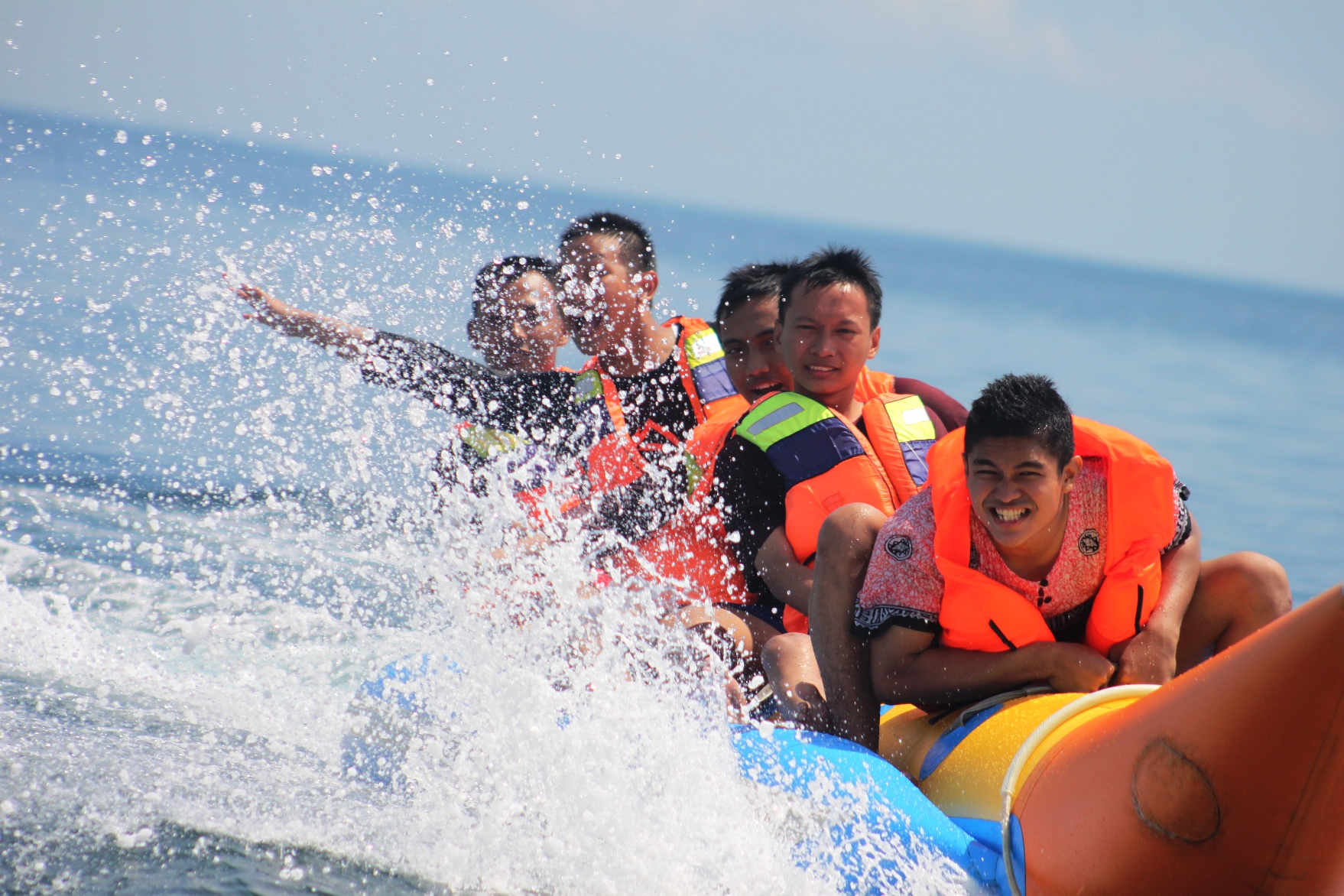
Kilka osób podczas jazdy na bananie

Banan wodny – rekreacyjna łódź nadmuchiwana przeznaczona do ciągnięcia za motorówką. Swoją nazwę zawdzięcza charakterystycznemu kształtowi, który zwykle przypomina banana.
Może on najczęściej pomieścić od 3 do 10 osób. Motorówka ciągnąca banana płynie z dużą prędkością i wykonuje ostre zakręty, a pasażerowie muszą starać się nie wpaść do wody.
Uważa się, że banan wodny został wynaleziony w latach 80. XX wieku przez Amerykanina, Glenna Matthewsa.
W Polsce, by holować banana wodnego trzeba posiadać odpowiednie licencje i uprawnienia wydawane przez Urząd Żeglugi Śródlądowej lub Urząd Morski.